# Christoph Moritz
Christoph Moritz (Düren, 27 de janeiro de 1990) é um futebolista alemão, que atualmente joga como médio central do Jahn Regensburg.

## Carreira
Moritz começou sua carreira em times de base do Alemannia Aachen e em 2009 foi contratado pelo Schalke 04 por transferência livre, onde jogou até 2013.

### Mainz 05
Moritz começou sua carreira no atual clube, o Mainz 05, no dia 1 de julho de 2013, a partir de transferência livre. Seu valor de contrato é de 1,5 milhões de euros e possui validade até 30 de julho de 2017.